# Norje
Norje is een plaats in de gemeente Sölvesborg in het landschap Blekinge en de provincie Blekinge län in Zweden. De plaats heeft 674 inwoners (2005) en een oppervlakte van 99 hectare.